# Karl Gaertner (Politiker)
Karl Gaertner (* 27. September 1823 in Berlin; † 18. Januar 1886 in Magdeburg) war ein deutscher Ingenieur, Unternehmer und Politiker der Nationalliberalen Partei (NLP).

## Leben
Bis 1841 besuchte der aus bürgerlichen Verhältnissen stammende Gaertner das Köllnische Gymnasium in Berlin. Daran anschließend studierte er am Beuth'schen Gewerbeinstitut Berlin Maschinenbau.
Die praktische Ausbildung absolvierte er ab 1845 in Burtscheid und dann in Belgien bei der Maschinenfabrik Cockerill in Seraing.
1847 ging er nach Buckau bei Magdeburg und wurde dort Ingenieur bei der Vereinigten Hamburg-Magdeburger Dampfschiffahrts-Compagnie. 1848 war er kurz im Preußischen Kriegsministerium in der Marineabteilung und dann im Zentralbüro der Königlichen Ostbahn tätig. 1850 bis 1855 arbeitete er als technischer Direktor im Eisenbahnwagenbau in Halle (Saale), bevor er 1855 nach Buckau zurückkehrte und dort ein Eisenwalzwerk errichtete, welches bis 1884 bestand.
Gaertner war gesellschaftlich sehr aktiv und engagierte sich in vielen Vereinen und Verbänden. 1857 gehörte er zu den Gründungsmitgliedern des Bezirksvereins Magdeburg des VDI. 1869 und 1876 wurde er in den Hauptvorstand dieses Vereins gewählt. Er wurde Mitglied der Nationalliberalen Partei und zog, gewählt im Wahlkreis Wanzleben, für diese 1866 und 1867 in das Preußische Abgeordnetenhaus ein. Von 1875 bis zu seinem Tode vertrat er dann dort die Stadt Magdeburg. Er war Mitglied des Provinziallandtages der Provinz Sachsen und arbeitete im Magistrat der Stadt Magdeburg mit. Außerdem gehörte er jedoch dem Kollegium der Ältesten der Kaufmannschaft und dem Verwaltungsrat von Versicherungen an. Für die Jahre 1886 und 1887 wurde er zum Vorsitzenden des VDI gewählt. Er verstarb jedoch nach den ersten Tagen im Amt.

## Ehrung
Die Stadt Magdeburg hat ihm zu Ehren eine Straße (Gaertnerstraße) benannt.